# Nanyue
Nanyue (chiń. 南越; pinyin Nányuè; dosł. „Południowe Yue”; wiet. Nam Việt) – państwo założone w 207 p.n.e. przez Zhao Tuo, generała wojsk cesarza Shi Huangdi, na terenach obecnych prowincji chińskich Guangdong i Guangxi oraz północnego Wietnamu.

## Historia
W 214 p.n.e. wojska chińskie dowodzone przez generała Zhao Tuo podbiły północną część wietnamskiego państwa Âu Lạc (dzis. Guangdong i Guangxi). Na zdobytych terenach utworzono trzy okręgi administracyjne, nad którymi władzę powierzono zwycięskiemu wodzowi. Po upadku dynastii Qin Zhao Tuo przejął w 207 p.n.e. pełnię władzy nad kontrolowanymi przez siebie terytoriami i utworzył państwo Nanyue, ogłaszając się jego królem. Centrum administracyjne królestwa znajdowało się w dzisiejszym Kantonie.
W 196 p.n.e. władza Zhao Tuo nad Nanyue została uznana przez chińskiego cesarza Gaozu. W 179 p.n.e. wojska Zhao Tuo podbiły resztę ziem Âu Lạc (północna część dzis. Wietnamu) i przyłączyły je do Nanyue. Od tego czasu w całym państwie zaczęto wprowadzać administrację i strukturę wojskową na wzór chiński. Nanyue utrzymywało przyjazne relacje ze swoim północnym sąsiadem. Utrzymywano ożywione relacje handlowe; z Nanyue do Chin eksportowano perły i olejki eteryczne, zaś w drugą stronę narzędzia z żelaza.
Po śmierci Zhao Tuo w 137 p.n.e. państwo zaczęło podupadać i pogrążyło się w walkach wewnętrznych; sytuację tę wykorzystał cesarz Han Wudi, w 111 p.n.e. najeżdżając Nanyue i przyłączając je do cesarstwa chińskiego.